# Mešno
Mešno település Csehországban, Rokycanyi járásban. Mešno Příkosice, Kornatice, Kakejcov és Spálené Poříčí településekkel határos. Lakosainak száma 85 fő (2024. január 1.).

## Népesség
A település lakosságának változását az alábbi diagram mutatja:
| Lakosok száma | 217  | 212  | 202  | 129  | 98   | 84   | 83   | 85   | 72   | 85   |
|               | 1869 | 1900 | 1921 | 1961 | 1980 | 2011 | 2016 | 2019 | 2021 | 2024 |